# 貝特金登

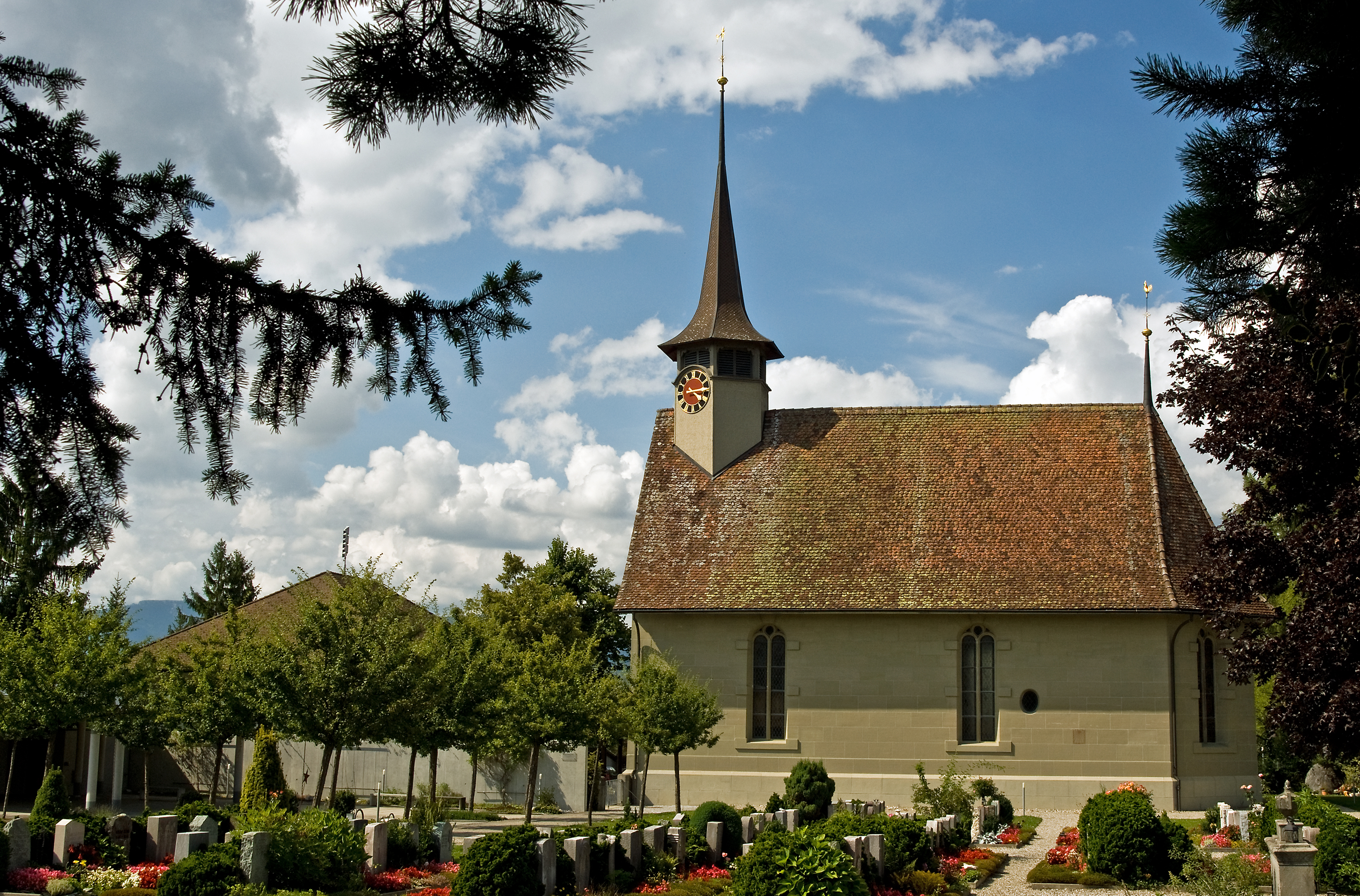

貝特金登是瑞士的城鎮，位於該國中部，由伯恩州負責管轄，面積10.17平方公里，海拔高度473米，2011年人口3,162，七成人口信奉基督教，人口密度每平方公里311人。

## 外部連結
- Website of the Bätterkinden School （页面存档备份，存于） （德文）